# Статистика чемпіонату Європи з футболу 2012
У статті наведена статистика чемпіонату Європи з футболу 2012

### Бомбардири
| 3 голи - Фернандо Торрес1 - Маріо Балотеллі - Маріо Гомес - Кріштіану Роналду - Алан Дзагоєв - Маріо Манджукич 2 голи - Андрій Шевченко - Дімітріс Салпінгідіс - Ніклас Бендтнер - Мікаель Крон-Делі - Хабі Алонсо - Давід Сілва - Сеск Фабрегас - Петр Їрачек - Вацлав Піларж - Златан Ібрагімович | 1 гол - Денні Велбек - Тео Волкотт - Енді Керрол - Джолеон Лескотт - Вейн Руні - Теофаніс Гекас - Йоргос Карагуніс - Йоргос Самарас - Шон Сент-Леджер - Жорді Альба - Хуан Мата - Хесус Навас - Антоніо Ді Натале - Антоніо Кассано - Андреа Пірло - Рафаель ван дер Варт - Робін ван Персі - Ларс Бендер - Месут Езіл | 1 гол (прод.) - Філіпп Лам - Мирослав Клозе - Лукас Подольскі - Марко Ройс - Самі Хедіра - Якуб Блащиковський - Роберт Левандовський - Сільвестре Варела - Пепе - Елдер Поштіга - Роман Павлюченко - Роман Широков - Йоан Кабай - Жеремі Менез - Самір Насрі - Никица Єлавич - Себастьян Ларссон - Улоф Мельберг |

Автоголи
- Глен Джонсон (проти Швеції)

1. ↑  Фернандо Торрес визнаний УЄФА найкращим бомбардиром. В активі Торреса та Маріо Гомеса також є одна гольова передача. Проте, на першому місці опинився саме Торрес, який провів на полі менше хвилин (189), ніж Гомес (280).

#### Порядок визначення найкращого бомбардира
До загального рахунку відносяться тільки голи, забиті в основний або додатковий час — влучні удари з 11-метрової позначки в серії післяматчевих пенальті не зараховуються.
Якщо в гравців однакова кількість голів, аби визначити, хто виграє «Золотий бутс» від adidas, застосовуються наступні критерії в такому порядку:
1. найбільша кількість гольових передач;
2. найменше хвилин, проведених на полі.

## Голи
- Загальна кількість голів: 76
- Середня кількість голів за матч: 2,45
- Найкращі бомбардири: 3 – Фернандо Торрес (завоював Золотий бутс), Маріо Манджукич, Алан Дзагоєв, Маріо Гомес, Кріштіану Роналду, Маріо Балотеллі
- Найбільша кількість забитих голів, командою: 12 – Іспанія
- Найменша кількість забитих голів, командою: 1 – Ірландія
- Найбільша кількість пропущених голів, командою: 9 – Ірландія
- Найменша кількість пропущених голів, командою: 1 – Іспанія
- Найкраща різниця м'ячів: +11 –  Іспанія
- Найгірша різниця м'ячів: –8 – Ірландія
- Перший гол на турнірі: Роберт Левандовський проти Греції
- Останній гол на турнірі: Хуан Мата проти Італії
- Найшвидший гол у матчі:
  - 2 хвилини і 14 секунд – Петр Їрачек проти Греції, 2–1
- Найпізніший гол у матчі без додаткового часу: 
  - 91 хвилина і 35 секунд – Месут Езіл проти Італії, 1–2
- Автоголи: 1 – Глен Джонсон проти Швеції
- Найбільша кількість голів у матчі: 6
  - 4–2, Німеччина проти Греція
- Найменша кількість голів у матчі: 0
  - 0–0, Португалія проти Іспанії
  - 0–0, Англія проти Італії
- Найбільша кількість забитих голів, одним гравцем у матчі: 2
  - Андрій Шевченко проти Швеції
  - Маріо Манджукич проти Ірландії
  - Алан Дзагоєв проти Чехії
  - Ніклас Бендтнер проти Португалії
  - Маріо Гомес проти Нідерландів
  - Фернандо Торрес проти Ірландії
  - Кріштіану Роналду проти Нідерландів
  - Хабі Алонсо проти Франції
  - Маріо Балотеллі проти Німеччини
- Найбільша перемога:
  - 4–0, Іспанія проти Італії
  - 4–0, Іспанія проти Ірландії
- Пенальті: 4
  - Реалізовані: 3
    - Дімітріс Салпінгідіс проти Німеччини
    - Хабі Алонсо проти Франції
    - Месут Езіл проти Італії

  - Нереалізовані: 1
    - Георгіос Карагуніс проти Польщі, врятував Пшемислав Титонь

## Перемоги та поразки
- Найбільше перемог: 4 —  Німеччина,  Іспанія
- Найменше перемог: 0 —  Ірландія,  Нідерланди,  Польща
- Найбільше поразок: 3 —  Нідерланди,  Ірландія
- Найменше поразок: 0 —  Англія,  Іспанія

## Картки
- Загальна кількість жовтих карток : 123
- Середня кількість жовтих карток за матч : 3.97
- Загальна кількість червоних карток : 3
- Середня кількість червоних карток за матч: 0.097
- Перша жовта картка: Сократіс Папастатопулос проти Польщі
- Перша червона картка: Сократіс Папастатопулос проти Польщі
- Найбільша кількість жовтих карток: 16 —  Італія
- Найменша кількість жовтих карток: 4 —  Данія,  Німеччина
- Найбільша кількість жовтих карток у матчі: 9 —  Португалія — Іспанія
- Найбільша кількість карток, показана одним арбітром: 18 —  Джюнейт Чакир
- Найменша кількість карток, показана одним арбітром: 5 —  Карлос Веласко Карбальо

## Загальна статистика
Жирним  виділені найвищі показники в категорії.
Матчі, виграні в серії післяматчевих пенальті на стадії плей-оф, вважаються нічийними.
| Збірна     | І  | В  | Н  | П  | О  | СО   | ЗГ | СЗГ  | ПГ | СПГ  | РМ  | СІ | ССІ  | ЖК  | СЖК  | ЧК | СЧК   |
| ---------- | -- | -- | -- | -- | -- | ---- | -- | ---- | -- | ---- | --- | -- | ---- | --- | ---- | -- | ----- |
| Англія     | 4  | 2  | 2  | 0  | 8  | 2    | 5  | 1,25 | 3  | 0,75 | +2  | 2  | 0,5  | 5   | 1,25 | 0  | 0     |
| Греція     | 4  | 1  | 1  | 2  | 4  | 1    | 5  | 1,25 | 7  | 1,75 | -2  | 1  | 0,25 | 11  | 2,75 | 1  | 0,25  |
| Данія      | 3  | 1  | 0  | 2  | 3  | 1    | 4  | 1,33 | 5  | 1,67 | -1  | 1  | 0,33 | 4   | 1,33 | 0  | 0     |
| Ірландія   | 3  | 0  | 0  | 3  | 0  | 0    | 1  | 0,33 | 9  | 3    | -8  | 0  | 0    | 8   | 2,67 | 1  | 0,33  |
| Іспанія    | 6  | 4  | 2  | 0  | 14 | 2,33 | 12 | 2    | 1  | 0,17 | +11 | 5  | 0,83 | 11  | 1,83 | 0  | 0     |
| Італія     | 6  | 2  | 3  | 1  | 9  | 1,5  | 6  | 1    | 7  | 1,17 | -1  | 2  | 0,33 | 16  | 2,67 | 0  | 0     |
| Нідерланди | 3  | 0  | 0  | 3  | 0  | 0    | 2  | 0,67 | 5  | 1,67 | -3  | 0  | 0    | 5   | 1,67 | 0  | 0     |
| Німеччина  | 5  | 4  | 0  | 1  | 12 | 2,4  | 10 | 2    | 6  | 1,2  | +4  | 1  | 0,2  | 4   | 0,8  | 0  | 0     |
| Польща     | 3  | 0  | 2  | 1  | 2  | 0,67 | 2  | 0,67 | 3  | 1    | -1  | 0  | 0    | 7   | 2,33 | 1  | 0,33  |
| Португалія | 5  | 3  | 1  | 1  | 10 | 2    | 6  | 1,2  | 4  | 0,8  | +2  | 2  | 0,4  | 12  | 2,4  | 0  | 0     |
| Росія      | 3  | 1  | 1  | 1  | 4  | 1,33 | 5  | 1,67 | 3  | 1    | +2  | 0  | 0    | 6   | 2    | 0  | 0     |
| Україна    | 3  | 1  | 0  | 2  | 3  | 1    | 2  | 0,67 | 4  | 1,33 | -2  | 0  | 0    | 5   | 1,67 | 0  | 0     |
| Франція    | 4  | 1  | 1  | 2  | 4  | 1    | 3  | 0,75 | 5  | 1,25 | -2  | 1  | 0,25 | 6   | 1,5  | 0  | 0     |
| Хорватія   | 3  | 1  | 1  | 1  | 4  | 1,33 | 4  | 1,33 | 3  | 1    | +1  | 0  | 0    | 9   | 3    | 0  | 0     |
| Чехія      | 4  | 2  | 0  | 2  | 6  | 1,5  | 4  | 1    | 6  | 1,5  | -2  | 1  | 0,25 | 7   | 1,75 | 0  | 0     |
| Швеція     | 3  | 1  | 0  | 2  | 3  | 1    | 5  | 1,67 | 5  | 1,67 | 0   | 1  | 0,33 | 7   | 2,33 | 0  | 0     |
| Разом      | 31 | 24 | 14 | 24 | 86 | 2,77 | 76 | 2,45 | 76 | 2,45 | 0   | 17 | 0,55 | 123 | 3,97 | 3  | 0,097 |